# Contea di Morgan (Colorado)
La contea di Morgan, in inglese Morgan County, è una contea dello Stato del Colorado, negli Stati Uniti. La popolazione al censimento del 2000 era di 27 171 abitanti. Il capoluogo di contea è Fort Morgan.

## Geografia
La contea si trova nel nord-est dello Stato. Fa parte della regione delle Grandi Pianure. Il territorio è prevalentemente pianeggiante e agricolo. Il fiume principale è il South Platte.

### Contee confinanti
- Contea di Logan - nord-est
- Contea di Washington - est/sud-est
- Contea di Adams - sud
- Contea di Weld - ovest/nord

## Storia
La contea fu formata nel 1889 da parte della contea di Weld. Fu chiamata così dal capoluogo, Fort Morgan, che a sua volta deve il suo nome al colonnello Christopher Morgan.

## Comuni

### Cities
- Brush
- Fort Morgan (capoluogo)

### Towns
- Hillrose
- Log Lane Village
- Wiggins